# Station Côte-de-Liesse
La station Côte-de-Liesse est une future station du Réseau express métropolitain située à Montréal dans l'arrondissement de Saint-Laurent.